# Işılay Saygın
Işılay Saygın (* 4. April 1947 in Buca; † 27. Juli 2019 in Izmir) war eine türkische Architektin und Politikerin.

## Leben
İşilay Saygın wurde 1947 als Tochter von Osman Nuri Saygın und dessen Ehefrau Fatma in Buca in der Provinz Izmir geboren. Sie studierte an der Ege Üniversitesi Architektur.
Saygın trat 1973 in die Adalet Partisi (AP) ein und wurde im selben Jahr Bürgermeisterin ihrer Heimatstadt. Ihr Amt endete mit dem Militärputsch in der Türkei 1980. Anschließend arbeitete sie als Architektin.
1983 kehrte sie in die Politik zurück und wurde Mitglied der Milliyetçi Demokrasi Partisi (MDP). Bei der Parlamentswahl im Jahr 1983 zog sie für die Provinz Izmir in die Große Nationalversammlung der Türkei als Abgeordnete ein. Bei den folgenden Wahlen in den Jahren 1987, 1991, 1995 und 1999 konnte sie ihren Sitz verteidigen. Nach der Auflösung der MDP im Jahr 1986 wurde sie im folgenden Jahr Mitglied der Anavatan Partisi (ANAP). Im Jahr 1995 wechselte sie zur Doğru Yol Partisi (DYP), kehrte aber zwei Jahre später zur ANAP zurück. Bis 2003 blieb sie politisch aktiv.
Saygın war im Oktober 1995 kurzzeitig als Staatsministerin für Frauen und Familie in der Regierung von Ministerpräsidentin Tansu Çiller in der 51. Regierung der Türkei und erneut bis 23. Februar 1996 in der 52. Regierung in demselben Amt tätig. Am selben Tag berief man sie zur Umweltministerin. Am 6. März 1996 berief sie Ministerpräsident Mesut Yılmaz in der 53. Regierung zur Tourismusministerin. Sie blieb bis zum 28. Juni 1996 im Amt und wurde dann erneut in der 54. Regierung unter Necmettin Erbakan Staatsministerin und auch in der 55. Regierung unter Mesut Yılmaz bis zum 11. Januar 1999.

## Kontroversen
Im Januar 1998 wurde Saygın als Staatsministerin für Frauen und Familie kritisiert, als sie die Tests auf Jungfräulichkeit in einem Interview verteidigte. Frauenrechtlerinnen verlangten ihre Entlassung.